# Sota Nakazawa
Sota Nakazawa (中澤 聡太 Nakazawa Sota?), född 26 oktober 1982, är en japansk tidigare fotbollsspelare.
I juni 2001 blev han uttagen i Japans trupp till U20-världsmästerskapet 2001.